# Heinrich Marschner
Heinrich August Marschner (1795-1861) là nhà soạn nhạc, nhạc trưởng người Đức.

## Cuộc đời và sự nghiệp
Heinrich Marschner học luật rồi chuyển sang học âm nhạc tại Leipzig. Năm 1817, Marschner sang Viên và đã gặp Ludwig van Beethoven. Từ năm 1824 đến năm 1831, Marschner hoạt động sáng tác và làm nhạc trưởng tại nhiều thành phố của Đức. Từ năm 1831, ông là nhạc trưởng cung đình ở Hanover. Trong 2 năm cuối đời, ông sống chủ yếu tại Paris.

## Phong cách âm nhạc
Heinrich Marschner là một nhà soạn nhạc thuộc dòng nhạc lãng mạn Đức. Ông được ghi nhận chính ở lĩnh vực đưa những truyền thuyết bí ẩn và u tối vào trong âm nhạc. Sáng tác opera của Marschner là cái gạch nối giữa hai phong cách của Carl Maria von Weber và Richard Wagner.

## Những sáng tác
Heinrich Marschner đã sáng tác :
- 15 vở opera, tiêu biểu là:

- Ma cà rồng (1828)
- Người coi đền và anh Do Thái (1829)
- Hans Heniling (1833)

- Các tác phẩm âm nhạc tôn giáo
- hai bản overture cho dàn nhạc giao hưởng
- Các tác phẩm nhạc thính phòng
- 420 ca khúc
- 120 bản nhạc cho hợp xướng nam
- Âm nhạc sân khấu